# Montalto di Castro
Montalto di Castro est une commune italienne d'environ 8 950 habitants, située dans la province de Viterbe, dans la région Latium, en Italie centrale.

## Économie
- Centrale nucléaire de Montalto di Castro

## Administration
| Période                                  | Période  | Identité        | Étiquette | Qualité |
| ---------------------------------------- | -------- | --------------- | --------- | ------- |
| 28 mai 2002                              | En cours | Salvatore Carai | L'Olivier |         |
| Les données manquantes sont à compléter. |          |                 |           |         |

### Hameaux
Pescia Romana, Montalto Marina, Montalto Scalo

## Personnalités
- Giulio Alessandrini (1866-1954),
- Lea Padovani (1920-1991), actrice de cinéma

### Communes limitrophes
Canino, Capalbio, Manciano, Tarquinia, Tuscania